# Суахили
Суахили (самоназвание: Kiswahili) е аглутинативен език от групата банту, който е майчин за около 800 хил. до 5 млн. души в Танзания, Кения и други и втори език за 50 до 70 млн. души. Суахили е лингва франка в Източна Африка и съседните региони. Това го нарежда сред най-широко разпространените езици в Африка и на девето място в света по брой на хората, които го говорят. През 2004 г. се превръща в официален работен език за Африканския съюз и това същевременно го прави единствен работен африкански език в международната организация. Лексиката му е значително повлияна от арабския език, включително и неговата писменост. Първоначално е изписван с арабската азбука, но по-късно под влияние на колонизаторите езикът започва да се изписва на латиница.

## Име
Kiswahili (кисуахили) е думата на езика суахили, която се използва за самоназоваване на езика. Често думата се използва и на английски език. Kiswahili идва от думата sawāḥil (на арабски: سواحل), която произхожда от арабската sāḥil (на арабски: ساحل) и означава „граничен“ или „крайбрежен“. Когато се използва като прилагателно, означава „крайбрежни обитатели“. Представката ki- означава „крайбрежен език“.
Думата Сахел, която днес се употребява за широка зона между Сахара и Суданската савана, е адаптирана от арабската sāḥil.
Кисуахили се отнася за езика суахили; уасуахили се отнася за хората от океанското суахилско крайбрежие; усуахили се отнася за културата на народа суахили.

## История
Сравнително малко са запазените исторически и археологични данни, чрез които би могло да се определи точно кога и къде е възникнал езикът суахили. Обикновено се приема, че хора, говорещи суахили, са населявали сегашните си територии по брега на Индийския океан още през X век.
Суахили се формира в резултат на креолизация на местните езици банту в условия на тесни контакти с арабския език. Езикът е обслужвал търговията в нововъзникналите търговски центрове по източното африканско крайбрежие. Известни са интензивни контакти на арабски търговци с жителите на крайбрежието още от VI век, а ислямът започва да се разпространява в тези райони поне от IX век.
След като хора от Оман и района на Персийския залив се установяват трайно в Занзибар, архипелагът се превръща в регионален център на исляма и на суахили, с който са свързани основни търговски и културни центрове като Софала и Килуа на юг, Момбаса и Ламу в Кения, Барава, Марка, Кисмайо и Могадишу на север, както и Коморските острови и северен Мадагаскар в Индийския океан. До началото на XIX век суахили не се употребява извън крайбрежните зони.
Изконните носители на езика суахили представляват смесено ислямизирано население от афро-арабски произход, населяващо голяма част от източноафриканското крайбрежие и прилежащите острови. Суахили никога не е бил роден език за никой местен народ от Африка. Ето защо езикът се превръща в междуетнически, а вследствие на това и в политически неутрален. Тези му особености го превръщат в уникално средство за общуване на народите в цяла Източна и Централна Африка.
От началото на XIX век владетелите на Занзибар организират търговски експедиции във вътрешността на континента, достигащи до езерата от Източноафриканската рифтова долина. Не след дълго те създават постоянни търговски пътища и говорещи суахили търговци се установяват в спирките по тяхното протежение. На повечето места този процес не се превръща в същинска колонизация, макар че за такава може да се говори в областта Катанга западно от езерото Малави, където се обособява специфичен диалект на суахили.
След като Германия установява контрол над Танганика през 1886 година, колониалната администрация се възползва от широкото разпространение на суахили и го обявява за официален административен език на цялата колония. В съседна Кения британците не стигат дотам, макар че правят някои стъпки в същата посока. Както германците, така и британците се стремят да улеснят управлението на колониите, чиито жители говорят десетки различни езици, и суахили се оказва единственият местен език, приемлив за повечето местни жители.
След Първата световна война Танганика също става британско владение, но статутът на суахили е запазен. Британските власти и мисионери насочват усилията си към налагането на суахили като главен език в основното образование и местната администрация във всички британски владения в Източна Африка – Уганда, Танганика, Занзибар и Кения. В същото време английският остава запазен за висшето и голяма част от средното образование, както и за централната администрация.
Важна стъпка за налагането на суахили е създаването на стандартна литературна норма. През юни 1928 година в Момбаса е проведена конференция на представители на британските владения в Източна Африка, на която занзибарският диалект киунгуджа е избран за основа на стандартизирането на суахили. Днес стандартният език суахили, преподаван в училищата, до голяма степен съвпада със занзибарския говорим език, като между двете форми има съвсем малки различия.

## Географско разпространение
В наши дни около 90% от 39-милионното население на Танзания говорят суахили. Подобен, макар и по-нисък е делът на говорещите езика и в съседна Кения, където суахили се изучава задължително в училищата от първата година.
Суахили се говори и в източната част на Демократична република Конго. Почти половината от 66-те милиона жители на страната могат да говорят езика, като той е напът да измести лингала като най-разпространен език.
В Уганда суахили е слабо разпространен в централната област Буганда, но се използва широко от останалите 25 милиона жители на страната. През последните години езикът започва да се въвежда в образователните програми, във връзка със засилващите се контакти между страните от Източноафриканската общност.
Използването на суахили в други страни често е надценявано, като езикът е обичаен само за пазарните градове, сред завръщащи се бежанци или около границите с Кения и Танзания.

## Фонология
Характерна за суахили е липсата на лексикална тонация, присъща за много от езиците на юг от Сахара. Изключение прави само диалектът мвита. Използват се 5 гласни: а, е, и, о, у. Те се изговарят пълно, без значение дали се намират под ударение. Всяка гласна се изговаря отделно, тоест липсват двугласни. Сричките са отворени. Почти всички думи в суахили завършват с гласна.
В азбуката на суахили липсват буквите Q и X. Буквата C винаги се пише с H, затова стои само в начало и в средата на думите.
В заемки от арабския език някои от характерните за арабския проходни съгласни се запазват понякога, но по-често се заменят с близки до тях от суахили. Например x се произнася като h, ð – като z, θ – като s и ɣ – като ɾ.

## Интересни факти
Интересен факт е, че имената на много герои от анимационния филм „Цар лъв“ на „Уолт Дисни“ произхождат от суахили. Симба например означава лъв, Пумба – ленив, а Рафики – приятел. Името на саундтрака към филма „Хакуна матата“ в превод значи няма проблем.